# Этноним
Этно́нимы (от греч. έθνος — племя, народ и ὄνυμα) — названия различных видов этнических общностей, как народов и народностей, так и племён, племенных союзов, родов и тому подобное.
Изучение истории этнонимов, их употребления, распространения и современного состояния важно для решения проблем этнической истории, этно- и лингвогенеза и ономастики.
Изучение этнонимов даёт возможность проследить эволюцию имени, объяснить его происхождение, проследить пути этнических миграций, культурные и языковые контакты. Этнонимы, будучи древними терминами, несут в себе ценную историческую и лингвистическую информацию. При многотысячелетнем развитии приблизительно на одних и тех же территориях население в различные периоды может трансформировать свои этнонимы.
По мнению ряда исследователей, этнонимы не относят к собственным именам.
Происхождение и функционирование этнонимов изучает этнонимика, раздел ономастики.
Различают макроэтнонимы — названия крупных этнических общностей и микроэтнонимы, обозначающие небольшие этнические объединения.

## Макроэтнонимы
Этнонимы обычно соотносятся с макротопонимами (россияне — Россия, болгары — Болгария). Соотнесённость бывает прямой, когда название страны образовано от этнонима (франки — Франция, чехи — Чехия, греки — Греция), и обратной, когда этноним произведён от названия страны (Америка — американцы, Австралия — австралийцы, Белоруссия — белорусы, Украина — украинцы).

## Эндоэтнонимы
Особую группу составляют самоназвания народов или племён (эндоэтнонимы), которым противопоставлены названия, данные соседями этих племён или народов — например, самоназвание Deutschen по отношению к польскому «Niemcy» и русскому «немцы», французскому «Allemand» и испанскому «aleman».

## Различия
По своему значению, этнонимы отличаются от названия местожителей, которые называются: катойконимы или демонимы. Названия жителей относятся ко всем жителям определённой местности, независимо от этнического разделения, а образуются от топонимов (Москва — москвич, Новгород — новгородец, Смоленск — смолянин, Одесса — одессит). За названия жителей употребляется также термин жантиле (от фр. gents — «люди»), это название жителя того или иного города, например, парижанин, веронец, марселец и т. д.